# Eugen Lemberg
Eugen Lemberg (* 27. Dezember 1903 in Pilsen, Österreich-Ungarn; † 25. Dezember 1976 in Mainz) war ein deutschböhmischer Historiker und Soziologe.

## Leben
Eugen Lemberg, ein Sohn des Ehepaares Vinzenz Lemberg (1870–1948), k.u.k. Hauptmann, später k.k. Verwaltungsbeamter und der Pianistin Rosa, geborene Waldbrunn (1875–1950), aus Pettau und Enkel des Vinzenz Lemberg (1812–1879), Baumwollhändler in Grulich (Kraliky) aus einer dort seit dem 16. Jh. ansässigen Familie, war Absolvent des Gymnasiums in Leitmeritz. Er gehörte der völkisch-katholischen Jugendbewegung an und studierte, u. a. bei Erich Gierach, Germanistik, Slawistik und Geschichte an der Deutschen Universität in Prag. Nach seiner Promotion zum Doktor der Philosophie im Jahre 1927 war er wissenschaftlicher Assistent in Münster, unterrichtete danach am Gymnasium Prag-Stephansgasse und habilitierte sich für Soziologie 1937 an der Universität in Prag.
Während der ersten tschechoslowakischen Republik trat Eugen Lemberg im Sommer 1938 in die Propaganda-Abteilung des Sudetendeutschen Freikorps in Dresden ein. Im selben Jahr leitete er nach dem Münchner Abkommen und der Angliederung des Sudetenlandes als Reichsgau Sudetenland an das Deutsche Reich als Oberstudiendirektor die Lehrerbildungsanstalt in Reichenberg in Nordböhmen. Während des Zweiten Weltkrieges (1939–1945) soll er aus der römisch-katholischen Kirche ausgetreten und als Mitglied der Nationalsozialistischen Deutschen Arbeiterpartei (NSDAP) ausgeschlossen worden sein. Die Zeit des Krieges verbrachte er im Kriegsdienst, kam in amerikanische Kriegsgefangenschaft und erteilte in den Lageruniversitäten Concordia in Kansas und Trinidad in Colorado Unterricht.
1946 wurde er entlassen und kam nach Hessen, wo seine Angehörigen nach der Vertreibung der Deutschen aus der Tschechoslowakei als Heimatvertriebene lebten, setzte sich für die hessische Lehreraus- und -fortbildung ein, wurde als Ministerialrat Leiter der Schulabteilung im hessischen Kultusministerium und Dozent am Pädagogischen Institut in Kassel.
Eugen Lemberg engagierte sich für die Ostforschung. Er gründete mit anderen 1956 das Collegium Carolinum, Forschungsstelle für die Geschichte der böhmischen Länder in München und war von 1959 bis 1963 Präsident des Johann Gottfried Herder-Forschungsrates mit ausgedehnten Studienreisen. Seit 1951 war er außerordentlicher Professor und seit 1957 ordentlicher Professor für Soziologie des Bildungswesens an der Hochschule für Internationale Pädagogische Forschung (HIPF) in Frankfurt am Main, dem späteren Deutschen Institut für Internationale Pädagogische Forschung.
Sein wissenschaftliches Interesse galt den Problemen des Zusammenlebens der Völker, vor allem dem Nationalstaaten-Denken und den Integrations- und Desintegrationsprozessen. Lemberg hatte unter der Problematik nationalistischer Ideologen der Vertriebenen aus eigener Erfahrung zu leiden. Die Vertreibung ganzer Volksgruppen und deren Folgen veranlasste ihn zu Studien zur Soziologie und Ideologie der Massenzwangsausweisungen und der davon betroffenen Gruppen und ihrer Eingliederung und Wirkung. Die Sudetendeutschen betrachtete er als eine Volksgruppe. Er machte sich bei deren zahlreichen Organisationen in der Zeit nach dem Zweiten Weltkrieg zusehends unbeliebt, weil er den Blick von der Vergangenheit in eine lebenswerte Zukunft und auf die Integration in der Bundesrepublik Deutschland ohne Revisionsansprüche an enteignetem Land- und Vermögensbesitz richtete.
1964 veröffentlichte Eugen Lemberg seine Theorie des Nationalismus, wobei er Nationalismus in seinem ursprünglichen, im Wort angelegten Sinne verstand, um „mit diesem Wort die Bindekraft zu bezeichnen, die nationale oder quasinationale Großgruppen integriert“. Dessen Erscheinungsformen und deren Auswüchse, differenzierte er in weiteren Publikationen.
Eugen Lemberg arbeitete eng mit dem Ostforscher Ernst Lehmann, einem Mitbegründer des damaligen Witikobundes und Herausgeber ostkundlicher Zeitschriften, zusammen. Von 1960 bis 1975 war er Mitherausgeber der Zeitschrift für Ostmitteleuropa-Forschung. Er gab seit 1960 die Buchreihe Beiträge zur Soziologie des Bildungswesens heraus, die im Heidelberger Verlag Quelle & Meyer erschien.
Er war der Vater des Historikers Hans Lemberg.

## Publikationen (Auswahl)
- Grundlagen des nationalen Erwachens in Böhmen. Gebrüder Stiepel, Reichenberg 1932.
- Wege und Wandlungen des Nationalbewußtseins. Studien zur Geschichte und Volkwerdung in den Niederlanden und Böhmen, Aschendorff, Münster (Westf.) 1934.
- Die Ausweisung als Schicksal und Aufgabe. Zur Soziologie und Ideologie der Ostvertriebenen. Gans, München 1949.
- Die Entstehung eines neuen Volkes aus Binnendeutschen und Ostvertriebenen: Untersuchungen zum Strukturwandel von Land und Leuten unter dem Einfluss des Vertriebenen-Zustromes. Marburg/Lahn 1950, u. a. erschienen in: Nationalismus I und II, Rowohlt Taschenbuch Verlag, Reinbek bei Hamburg 1964.
- Geschichte des Nationalismus in Europa. Schwab, Stuttgart 1950, u. a. enthalten in Nationalismus I; Rowohlt Taschenbuch Verlag, Reinbek bei Hamburg 1964.
- Osteuropa und die Sowjetunion. Schwab, Stuttgart 1950, 2. Auflage, Salzburg 1956.
- Völker und Volksgruppen im Exil. Preßverein Volksbote, München 1953.
- Umdenken in der Verbannung. Bundeszentrale für Heimatdienst, Bonn 1954, 4. Auflage 1957.
- Die Vertriebenen in Westdeutschland. Ihre Eingliederung und ihr Einfluß auf Gesellschaft, Wirtschaft, Politik und Geistesleben. In 3 Bänden, Hirt, Kiel 1959 (DNB 455246114).
- Ostkunde. Grundsätzliches und Kritisches zu einer deutschen Bildungsaufgabe, Jaeger, Hannover 1964.
- Reformation im Kommunismus? Ideologische Wandlungen im Marxismus-Leninismus Ostmitteleuropas, Klett, Stuttgart 1967.
- Nationalismus. Zwei Bände. Reinbek b. Hamburg 1967/1968.
- Die Darstellung Osteuropas im deutschen Bildungswesen. UNESCO-Institut für Pädagogik, Hamburg 1968.
- Das deutsch-tschechische Verhältnis seit 1918. Kohlhammer, Stuttgart 1969.
- Ideologie und Gesellschaft. Kohlhammer, Stuttgart 1971 (2. Auflage 1974).
- Anthropologie der ideologischen Systeme. Beltz, Weinheim 1977 (2. Auflage 1987).